# Улица Генкиной (Иваново)
У́лица Ге́нкиной — улица города Иванова. Располагается в Октябрьском районе. Начинается от улицы Фурманова и идёт до улицы Андрианова.

## История
Была образована в 1927 года. Ранее она состояла из Задне-Шереметевской улицы и Граничного переулка, которые располагались в местечке Ямы. Её протяженность составляет 0,4 км. Была названа в честь Ольги Михайловны Генкиной (1881—1905) — русской революционерки, члена РСДРП, убитой «черносотенцами» в Иваново-Вознесенске 16 ноября 1905 года.

## Здания на улице
- Дом № 35 — редакция «Ивановской газеты»

## Архитектура

Местечко Ямы. Начало XX века

Основную часть застройки составляют многоэтажные жилые дома советской планировки, т. н. хрущёвки.

## Транспорт
На улице нет линий общественного транспорта.

## Улица в произведениях литературы и искусства
Ямы - рабочий квартал. На Ямах нет ни асфальтов, ни мостовых. Ямы, как скотное стойло, затонули в смраде, в грязи, в нищете. Что ж, в самом деле: чистой публике города незачем быть в этих трущобах, чистая публика города ходит окольными путями.
Д. А. Фурманов. «Как убили Отца».